# Ctenus monaghani
Ctenus monaghani är en spindelart som beskrevs av Jäger 2013. Ctenus monaghani ingår i släktet Ctenus och familjen Ctenidae.